# Warren Harding
Warren Gamaliel Harding (ur. 2 listopada 1865 w Blooming Grove, zm. 2 sierpnia 1923 w San Francisco) – amerykański polityk, w latach 1921–1923 29. prezydent Stanów Zjednoczonych.

## Życiorys

### Dzieciństwo i młodość
Urodził się 2 listopada 1865 roku w Blooming Grove, jako syn handlarza końmi i lekarza George’a Tryona Hardinga. W młodości mieszkał w Caledonii, gdzie uczęszczał do szkoły podstawowej. W 1879 roku wstąpił do Ohio Central College w Iberii, który ukończył po trzech latach. Następnie imał się różnych zajęć, pracując m.in. jako komiwojażer, redaktor gazety „The Marion Star” i menadżer drużyny baseballowej. Głównym zainteresowaniem pozostawało jednak redagowanie gazety, która w ciągu kilku lat istnienia przeszła w jego posiadanie. Aby zwiększyć dochód z reklam Partii Republikańskiej, ogłosił „Marion Star” gazetą republikańską. W 1891 kiedy zachorował, przez kilka dni w redakcji zastępowała go żona Florence, która ostatecznie została tam na stałe, przejmując kontrolę nad gazetą.

### Kariera polityczna
W latach 90. wstąpił do Partii Republikańskiej i z jej ramienia skutecznie kandydował do legislatury stanowej Ohio w 1898 roku. Sześć lat później został zastępcą gubernatora Ohio Myrona Herricka. W 1906 roku powrócił do Marion, gdzie kontynuował pracę redakcyjną, a w 1910 kandydował na gubernatora Ohio, lecz wybory przegrał. W 1912 roku po raz pierwszy zgłoszono jego kandydaturę w wyborach prezydenckich, i pomimo że nie otrzymał nominacji, zyskał rozpoznawalność. Dwa lata później wygrał wybory do Senatu, w których jego menadżerem był Harry M. Daugherty. Funkcję senatora pełnił od 1915 do 1921 roku, atakując wówczas plan Nowej Wolności Woodrowa Wilsona. Był rzecznikiem interesów przemysłowych i biznesowych, sprzeciwiając się prawom pracowniczym, związkom zawodowym i prohibicji (w tej ostatniej sprawie ostatecznie zmienił zdanie). Prezentował poglądy protekcjonistyczne i izolacjonistyczne.
W 1920 roku bossowie Partii Republikańskiej zaproponowali Hardingowi kandydowanie w wyborach prezydenckich. Dzięki naciskom żony zgodził się wziąć udział w prawyborach, które przegrał. Konwencja republikanów odbyła się w dniach 8–12 czerwca w Chicago i początkowo było 18 kandydatów. Głównymi pretendentami byli Leonard Wood i Frank Orren Lowden. Ponieważ żaden z nich nie mógł uzyskać wymaganej większości, w dziesiątym głosowaniu kompromisowo obrano kandydatem Hardinga. Nominację wiceprezydencką uzyskał Calvin Coolidge. Harding praktycznie nie uczestniczył w kampanii, ograniczając się do odczytywania przemówień ze swojego domu. W głosowaniu powszechnym uzyskał ponad 16 milionów głosów, czyli o 7 milionów więcej od kandydata demokratów – Jamesa Coxa. W Kolegium Elektorów Harding uzyskał 404 głosy, a Cox – 127. Harding został zaprzysiężony 2 marca 1921 roku, przez prezesa Sądu Najwyższego Edwarda White’a.

### Prezydentura
Kompletując gabinet, Harding powołał Charlesa Evansa Hughesa na sekretarza stanu, a Herberta Hoovera – sekretarzem handlu. Ponadto awansował swoich dwóch bliskich przyjaciół: Harry M. Daugherty został prokuratorem generalnym, a Albert Fall sekretarzem zasobów wewnętrznych. Jedną z pierwszych inicjatyw prezydenckich Hardinga była próba poprawy sytuacji gospodarczej kraju, który znajdował się w recesji. Na specjalnej sesji Kongresu w kwietniu 1921 roku opowiedział się za obniżką podatków i podwyższeniem taryf celnych. Ponadto postulował rozbudowę floty, lotnictwa i powołaniem Departamentu Opieki Społecznej. Ten ostatni pomysł spotkał się z ostrym sprzeciwem, więc Harding wycofał się ze swojej propozycji. Wprowadził także ustawę ograniczającą imigrację do Stanów Zjednoczonych oraz ułaskawił działacza związkowego i polityka Partii Socjalistycznej Eugene’a Debsa.
Na tej samej sesji, zaznaczył, że USA nie przystąpią do Ligi Narodów, wyrażając jednocześnie, że państwa stworzą międzynarodową organizację zapobiegającą wybuchowi wojny w przyszłości. Harding odrzucił także traktat wersalski. Kongres uchwalił rezolucję kończącą wojnę pomiędzy Stanami Zjednoczonymi a Cesarstwem Niemieckim i Austro-Węgrami, a prezydent podpisał ją 2 lipca 1921. Traktaty pokojowe zostały zaakceptowane przez Senat 18 października, zastrzegając że USA nie będą brać udziału w żadnym organie Ligi Narodów. Jednakże prezydent chciał przystąpienia do Stałego Trybunału Sprawiedliwości Międzynarodowej, który wchodził w skład Ligi, ale został powołany oddzielnie i posiadał własny statut. 24 lutego 1923 roku prezydent przedłożył propozycję przystąpienia do Trybunału w Senacie. Wnioskiem zajęła się komisja spraw zagranicznych, której przewodniczył izolacjonista William Borah, stanowczo sprzeciwiający się temu pomysłowi. Chcąc utrącić projekt, komisja opóźniała prace nad nim, dyskutując i zgłaszając dużą liczbę poprawek.
Uznał uchwałę Rady Ambasadorów z 15 marca 1923 o granicach Polski za zgodną z zasadą terytorialnej suwerenności Polski.
Aby uregulować nierozwiązane sprawy międzynarodowe, 11 lipca 1921 roku Harding postanowił zwołać konferencję, zapraszając Republikę Francuską, Wielką Brytanię, Królestwo Włoch, Holandię, Belgię, Japonię i Republikę Chińską do Waszyngtonu. Konferencja waszyngtońska rozpoczęła się 11 listopada i jej tematem miały być rozbrojenia w zakresie sił morskich i sytuacja na Dalekim Wschodzie. Obradom przewodniczył sekretarz stanu Charles Hughes, a delegację amerykańską reprezentowali Elihu Root, Henry Cabot Lodge i Oscar Underwood. Stany Zjednoczone postulowały przede wszystkim redukcję floty: zarówno już istniejącej, jak i dopiero budowanej. Hughes proponował zniszczenie 30 okrętów amerykańskich, 18 brytyjskich i 17 japońskich o łącznym tonażu 1 878 043 ton. Początkowo Japonia stawiła opór tym propozycjom, jednak zgodziła się, gdy USA i Wielka Brytania przystały na żądanie niebudowania nowych baz wojskowych na zachodnim Pacyfiku (z wyłączeniem Hawajów). Wprowadzono także ograniczenia na lotniskowce: USA i Wielka Brytania miały pułap masy łącznej 135 tysięcy ton, Japonia – 80 tysięcy, a Francja i Włochy – 60 tysięcy. Tak skonstruowany traktat został podpisany 6 lutego 1922 roku. Senat amerykański przyjął go stosunkiem głosów 67:27.
Administracja Hardinga przywiązywała także wagę do ściągnięcia długów wojennych, z czasów I wojny światowej. Na początku 1922 roku prezydent powołał World War Foreign Debt Commision – komisję do spraw długów zagranicznych, na czele której stanął Andrew Mellon, sekretarz skarbu. Komisja ustaliła 25-letni okres spłaty długów i najniższe odsetki na poziomie 4,25%. Dodatkowo Kongres zabronił anulowania długów i łączenia ich z reparacjami. W latach 1923–1926 Komisja odbywała konsultacje z każdym z dłużników, ustalając rodzaj i wielkość spłat w zależności od możliwości finansowych danego kraju. Państwa europejskie miały spore problemy ze spłatą długów, ponieważ ich gospodarki były w kiepskich sytuacjach, a rynki amerykańskie praktycznie niedostępne, ze względu na wysokie opłaty celne. Gabinet Hardinga dodatkowo podniósł taryfy, co jeszcze bardziej utrudniło eksport towarów europejskich do USA.
W dziedzinie polityki zagranicznej, prezydent wycofał niektóre wojska amerykańskie z republik karaibskich, usiłując ocieplić stosunki z krajami Ameryki Łacińskiej. Prowadził także politykę izolacji gospodarczej i politycznej Rosji Radzieckiej, nie zapraszając jej na konferencję waszyngtońską.
W 1923 roku zaczęły wychodzić na jaw nadużycia i skandale w administracji centralnej. Podejrzanymi byli m.in. dyrektor Biura Weteranów Charles Forbes i jego wspólnik Charles Cramer. Dymisję złożył wówczas sekretarz zasobów wewnętrznych Albert Fall. Wiedząc, że afery mogą wyjść na jaw, w czerwcu 1923 Harding udał się w podróż na Alaskę. W drodze powrotnej stan jego zdrowia znacznie się pogorszył i 26 lipca trafił do szpitala w Vancouver. Następnego dnia został przetransportowany do San Francisco. Zmarł nagle, 2 sierpnia 1923, najprawdopodobniej w wyniku zawału serca lub udaru mózgu. Krótko po jego śmierci na światło dzienne wyszły kolejne nadużycia osób z otoczenia prezydenta. W skandale byli zamieszani m.in. sekretarz Marynarki Wojennej Edwin Denby i prokurator generalny Harry Daugherty.

## Życie prywatne
Warren Harding poślubił Florence Kling de Wolfe 7 lipca 1891 roku. Przysposobił także jej syna z wcześniejszego małżeństwa – Marshalla Eugene’a. Należał do Kościoła baptystycznego. Był nałogowym palaczem, pokerzystą i alkoholikiem.
Pracując w gazecie, poznał Nan Britton, z którą zaczął romansować w drugiej dekadzie XX wieku. W opublikowanych przez siebie pamiętnikach Britton stwierdziła, że Harding był ojcem jej córki, urodzonej w 1919 roku. Biografowie prezydenta raczej odrzucali tę tezę, biorąc pod uwagę domniemaną niepłodność prezydenta. Wykonane w 2015 roku badania DNA wykazały, że córka Britton, Elizabeth Ann Blaesing, była biologiczną córką Hardinga. Harding utrzymywał także pozamałżeńskie kontakty intymne z Carrie Phillips z Marion.